# 酒井忠一 (安房勝山藩主)
酒井 忠一（さかい ただかず）は、安房国勝山藩の第8代藩主。

## 略歴
文政6年（1823年）、第7代藩主・酒井忠嗣の次男として江戸で生まれる。嘉永元年（1848年）に従五位下、安芸守に叙任する。嘉永4年（1851年）の父の死去により家督を継いだ。幕末の動乱期の中、外国船に対する海防強化をはじめ、緊縮財政政策や殖産興業による藩財政再建、人事一新などの藩政改革を推進したが、あまり効果はなかった。
万延元年（1860年）11月13日に死去、享年38。跡を長男の忠美が継いだ。

## 系譜
父母
- 酒井忠嗣（父）
- 酒井忠実の娘（母）

正室
- 瑞松院 ー 本多忠興の娘

子女
- 酒井忠美（長男）